# Массовое убийство во Вьяносе

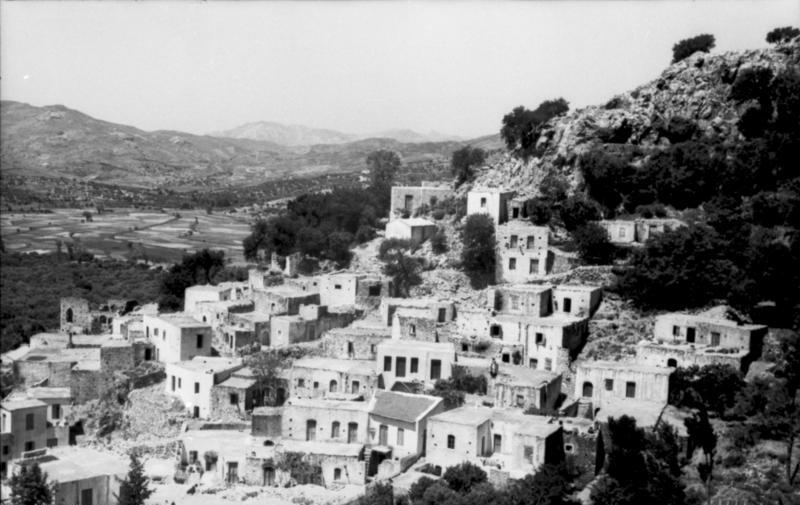
Ано-Вьянос в 1943 году

Массовое убийство во Вьяносе (также Холокост Вианноса (греч. Ολοκαύτωμα της Βιάννου) — кампания массового уничтожения, проведённая нацистскими силами против мирных жителей примерно 20 деревень, расположенных в регионах восточного Вьяноса и западной части региона Иерапетра греческого острова Крит, во время Второй мировой войны. Убийства, число жертв которых превысило 500 человек, были совершены 14—16 сентября 1943 года регулярными частями вермахта. Они сопровождались сожжением большинства сёл, разграблением и уничтожением урожаев.
Массовая гибель гражданского населения сделала её одной из самых массовых убийств во время тройной германо-итало-болгарской оккупации Греции. Бойня была произведена по приказу генерал-лейтенанта Фридриха Мюллера, в отместку за поддержку и участие местного населения в критском движении Сопротивления. Мюллер, который получил прозвище Мясник Крита, был казнён после войны за участие в этой и других бойнях.

## Предыстория
Вианнос — горный район в юго-восточный части нома Ираклион, простирающийся от подножия горы Дикти на севере до Ливийского моря, на южном берегу Крита. После Критской операции 1941 года, в ходе которой остров попал в руки Оси, Вианнос и близлежащий Ласити стали частью итальянской оккупационной зоны. До конца 1942 года итальянцы почти не имели присутствия в регионе, что способствовало созданию и активизации различных групп Сопротивления. Среди них был один из наиболее больших партизанских отрядов Крита, который возглавлял Манолис Бадувас. В начале 1943 года возрастающая активность партизан, в сочетании со слухами, что Союзники вынашивали планы вторжения на Крит, вынудила итальянцев приступить к строительству прибрежных фортификаций и расположить гарнизоны в регионе. С другой стороны, немцы начали, с 1942 года, располагать свои силы в прибрежных сёлах Цуцурос и Арви. В мае 1943 года они также установили в Като Сими военный пост с тремя солдатами, ответственными за сбор картофеля для снабжения оккупационных сил и с задачей наблюдения за окрестностями.

## Засада в Като Сими
Сицилийская операция союзников в июле 1943 года, последовавшее итальянское перемирие, объявленное 8 сентября, и переправка итальянского командующего восточного Крита Angelico Carta в Египет, усилили слухи, что операция Союзников против Крита неизбежна. Исходя из этого заблуждения, Бадувас приказал атаковать германский пост в Като Сими. Согласно британским источникам, он действовал без предварительных консультаций с англичанами; он ожидал, что Союзники скоро высадятся, и надеялся что станет национальным героем, когда это произойдёт.
Бадувас позже утверждал, что он поручил своим людям взять немцев живыми, в соответствии с приказами из Каира. Тем не менее, его заявления опровергают агенты SOE Фермор, Патрик Ли и Thomas James Dunbabin. Другая теория о мотивах Бадуваса предполагает, что он наивно попал в ловушку, провокационно расставленную англичанами, которые, готовясь к послевоенной эпохе, поставили себе целью уничтожить имевшие широкую народную поддержку местных отрядов про-коммунистических ЭАМ/ЭЛАС.
В любом случае, 10 сентября, партизаны Бадуваса убили двух солдат, находящихся в немецком посту, и бросили их тела в расщелину.

## Бой в Като Сими
Вскоре, тела двух немецких солдат были обнаружены. Новости об инциденте достигли германского командования, которое приказало одной пехотной роте направиться к селу и расследовать их участь. Одновременно, Бадувас осознал, что село находится в опасности и ему не оставалось ничего другого, как оборонять его. Таким образом, он устроил засаду с 40 своими людьми в ущелье, у въезда в Като Сими, и ожидал появления немцев. Они появились утром 12 сентября и были встречены беглым огнём. Несмотря на первоначальную растерянность, немцам удалось отойти. Начался кровавый бой, длившийся до конца дня. В конечном итоге, немцы понесли тяжёлые потери (различные источники оценивают число их убитых между 40 и 200), многие были ранены, а 12 человек взяты в плен. Партизаны Бадуваса, с малыми потерями, отошли в горы.

## Репрессии
На следующий день после уничтожения немецкой роты в Като Сими большие силы, насчитывающие более 2000 человек, начали скапливаться в Вианносе. Раздражённый потерей своих людей и желая подать пример разбегающимся итальянцам, которые рассматривали вероятность контакта с партизанами, командир гарнизона Ираклиона, Фридрих Мюллер, приказал солдатам 65-го полка 22-й парашютно-десантной дивизии разрушить Вианнос и оперативно казнить всех мужчин, достигших возраста шестнадцати лет, а также любого, кто будет арестован вне сёл, независимо от пола и возраста. Таким образом, план систематического разрушения Вианноса был приведён в действие, начиная с 13 сентября. Разбитые на маленькие группы, солдаты 65-го гренадерского полка окружили регион, вторгнувшись в него одновременно с разных направлений.
Сперва они заверили местных жителей в своих мирных намерениях, убедив многих из тех, что бежали в горы, вернуться в дома.
На следующий день, 14 сентября, немцы приступили к неизбирательным массовым казням, пыткам, грабежу, поджогам, вандализму и разрушениям.

## Последствия
Несмотря на масштабы разрушения и смертей, события в Вианносе сегодня в значительной степени неизвестны широкой общественности. Точное число жертв остаётся неизвестным. Однако большинство источников соглашается, что число жертв превышает 500, состоящее из жителей деревень Кефаловрисси, Като Сими, Амирас, Пефкос, Вахос, Агиос Вассилиос, Ано Вианнос, Сикологос, Креватас, Калами и Лутраки на востоке Вианноса, а также Миртос, Гдохиа, Риза, Мурниес, Мити, Маллес, Христос и Парсас на востоке Иерапетры. Около 200 человек были взяты заложниками. Около 1000 зданий, в основном жилых домов, были разрушены. Оставшимся в живых жителям было запрещено хоронить своих мертвецов и возвращаться в сожжённые дотла деревни. Деревням понадобилось много лет для восстановления, хотя некоторым так и не удалось достичь этого полностью.
Генерал Мюллер был взят в плен Красной армией в Восточной Пруссии и позже был выдан Греции. Вместе с Бруно Бройером, командующим крепостью Крит (‘’Festung Kreta’’) между 1942-44 годами, греческим военным судом ему были предъявлены обвинения в военных преступлениях.
Оба были осуждены, приговорены к смерти 9 декабря 1946 года и расстреляны 20 мая 1947 года.
Никто, кроме этих двоих, не был привлечён к ответственности, а семьям жертв не выплатили репараций.
Сегодня в каждой деревне есть мемориал, посвящённый своим погибшим, в то время как большой мемориал, с именами погибших в сентябре 1943 года, возведён в селе Амирас, расположенном в 35°02′20″ с. ш. 25°26′36″ в. д..